# Сбориште
Сбориште (болг. Сборище) — село в Болгарии. Находится в Сливенской области, входит в общину Твырдица. Население составляет 1 959 человек.

## Политическая ситуация
В местном кметстве Сбориште, в состав которого входит Сбориште, должность кмета (старосты) исполняет Станчо Кынчев Димов (коалиция в составе 3 партий: Политическое движение социал-демократов (ПДСД), Объединённый блок труда (ОБТ), Политическая коалиция «Нова левица» БСП) по результатам выборов правления кметства.
Кмет (мэр) общины Твырдица — Катя Колева Дойчева (коалиция партий: «Болгарская социалистическая партия», «Движение за права и свободы», «Объединённый блок труда», «Политическое движение „Евророма“», «Политическое движение социал-демократов») по результатам выборов.